# Olympische Sommerspiele 1996/Judo
Bei den XXVI. Olympischen Sommerspielen 1996 in Atlanta fanden 14 Judo-Wettbewerbe statt, je sieben für Frauen und Männer. Austragungsort war das Georgia World Congress Center.

## Bilanz

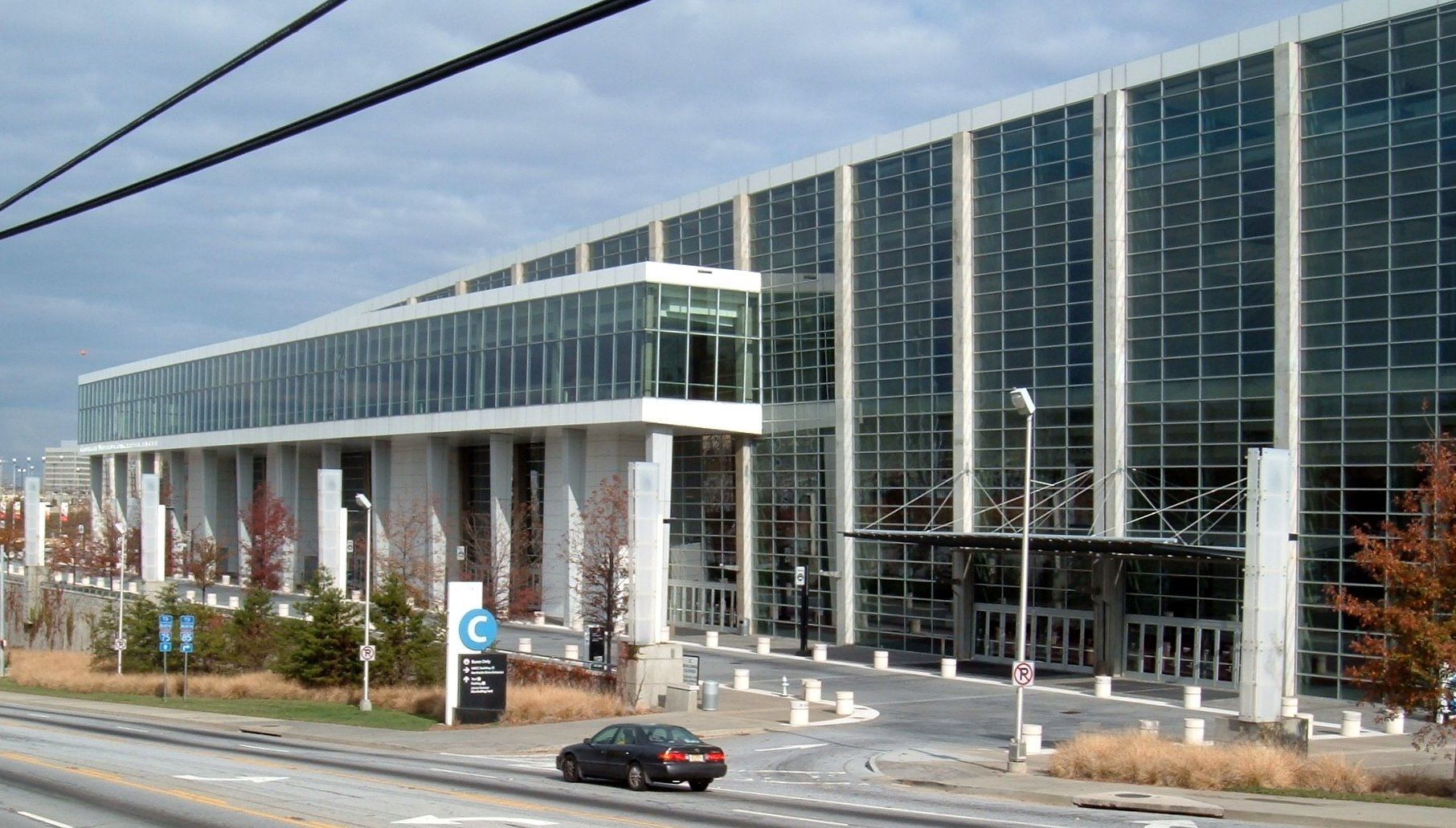
Georgia World Congress Center

### Medaillenspiegel
| Platz | Land               | Gold | Silber | Bronze | Gesamt |
| ----- | ------------------ | ---- | ------ | ------ | ------ |
| 1     | Japan              | 3    | 4      | 1      | 8      |
| 2     | Frankreich         | 3    | –      | 3      | 6      |
| 3     | Südkorea           | 2    | 4      | 2      | 8      |
| 4     | Kuba               | 1    | 1      | 4      | 6      |
| 5     | Belgien            | 1    | 1      | 2      | 4      |
| 6     | Polen              | 1    | 1      | –      | 2      |
| 7     | Deutschland        | 1    | –      | 4      | 5      |
| 8     | China              | 1    | –      | 1      | 2      |
| 9     | Nordkorea          | 1    | –      | –      | 1      |
| 10    | Spanien            | –    | 1      | 2      | 3      |
| 11    | Italien            | –    | 1      | 1      | 2      |
| 12    | Usbekistan         | –    | 1      | –      | 1      |
| 13    | Niederlande        | –    | –      | 3      | 3      |
| 14    | Brasilien          | –    | –      | 2      | 2      |
| 15    | Georgien           | –    | –      | 1      | 1      |
| 15    | Mongolei           | –    | –      | 1      | 1      |
| 15    | Vereinigte Staaten | –    | –      | 1      | 1      |

### Medaillengewinner
| Konkurrenz         | Gold            | Silber              | Bronze                                      |
| ------------------ | --------------- | ------------------- | ------------------------------------------- |
| Superleichtgewicht | Tadahiro Nomura | Girolamo Giovinazzo | Dordschpalamyn Narmandach Richard Trautmann |
| Halbleichtgewicht  | Udo Quellmalz   | Yukimasa Nakamura   | Henrique Guimarães Israel Hernández         |
| Leichtgewicht      | Kenzo Nakamura  | Kwak Dae-sung       | Christophe Gagliano Jimmy Pedro             |
| Halbmittelgewicht  | Djamel Bouras   | Toshihiko Koga      | Cho In-chul Soso Liparteliani               |
| Mittelgewicht      | Jeon Ki-young   | Armen Bagdasarov    | Mark Huizinga Marko Spittka                 |
| Halbschwergewicht  | Paweł Nastula   | Kim Min-soo         | Aurélio Miguel Stéphane Traineau            |
| Schwergewicht      | David Douillet  | Ernesto Pérez       | Harry Van Barneveld Frank Möller            |

| Konkurrenz         | Gold                 | Silber            | Bronze                           |
| ------------------ | -------------------- | ----------------- | -------------------------------- |
| Superleichtgewicht | Kye Sun-hui          | Ryōko Tamura      | Amarilis Savón Yolanda Soler     |
| Halbleichtgewicht  | Marie-Claire Restoux | Hyun Sook-hee     | Noriko Narazaki Legna Verdecia   |
| Leichtgewicht      | Driulis González     | Jung Sun-yong     | Isabel Fernández Marisabel Lomba |
| Halbmittelgewicht  | Yūko Emoto           | Gella Vandecaveye | Jennifer Gal Jung Sung-sook      |
| Mittelgewicht      | Cho Min-sun          | Aneta Szczepańska | Wang Xianbo Claudia Zwiers       |
| Halbschwergewicht  | Ulla Werbrouck       | Yōko Tanabe       | Diadenis Luna Ylenia Scapin      |
| Schwergewicht      | Sun Fuming           | Estela Rodríguez  | Christine Cicot Johanna Hagn     |

## Ergebnisse Männer

### Superleichtgewicht (bis 60 kg)
| Platz | Land | Sportler                  |
| ----- | ---- | ------------------------- |
| 1     | JPN  | Tadahiro Nomura           |
| 2     | ITA  | Girolamo Giovinazzo       |
| 3     | MGL  | Dordschpalamyn Narmandach |
| 3     | GER  | Richard Trautmann         |
| 5     | BLR  | Nazik Bahirau             |
| 5     | RUS  | Nikolai Oschegin          |
| 7     | GBR  | Nigel Donohue             |
| 7     | GEO  | Giorgi Wasagaschwili      |

Datum: 26. Juli 1996 

34 Teilnehmer aus 34 Ländern

### Halbleichtgewicht (bis 65 kg)
| Platz | Land | Sportler             |
| ----- | ---- | -------------------- |
| 1     | GER  | Udo Quellmalz        |
| 2     | JPN  | Yukimasa Nakamura    |
| 3     | BRA  | Henrique Guimarães   |
| 3     | CUB  | Israel Hernández     |
| 5     | HUN  | József Csák          |
| 5     | BEL  | Philip Laats         |
| 7     | BUL  | Iwan Netow           |
| 7     | GEO  | Giorgi Rewasischwili |

Datum: 25. Juli 1996 

36 Teilnehmer aus 36 Ländern

### Leichtgewicht (bis 71 kg)
| Platz | Land | Sportler            |
| ----- | ---- | ------------------- |
| 1     | JPN  | Kenzo Nakamura      |
| 2     | KOR  | Kwak Dae-sung       |
| 3     | FRA  | Christophe Gagliano |
| 3     | USA  | Jimmy Pedro         |
| 5     | MGL  | Khaliuny Boldbaatar |
| 5     | BRA  | Sebastian Pereira   |
| 7     | GER  | Martin Schmidt      |
| 7     | UZB  | Andrey Shturbabin   |
| 9     | AUT  | Thomas Schleicher   |

Datum: 24. Juli 1996 

35 Teilnehmer aus 35 Ländern

### Halbmittelgewicht (bis 78 kg)
| Platz | Land | Sportler          |
| ----- | ---- | ----------------- |
| 1     | FRA  | Djamel Bouras     |
| 2     | JPN  | Toshihiko Koga    |
| 3     | KOR  | Cho In-chul       |
| 3     | GEO  | Soso Liparteliani |
| 5     | GER  | Stefan Dott       |
| 5     | ARG  | Dario García      |
| 7     | BRA  | Flávio Canto      |
| 7     | TUR  | Iraklı Uznadze    |
|       |      |                   |
| 33    | AUT  | Patrick Reiter    |

Datum: 23. Juli 1996 

34 Teilnehmer aus 34 Ländern

### Mittelgewicht (bis 86 kg)
| Platz | Land | Sportler         |
| ----- | ---- | ---------------- |
| 1     | KOR  | Jeon Ki-young    |
| 2     | UZB  | Armen Bagdasarov |
| 3     | NED  | Mark Huizinga    |
| 3     | GER  | Marko Spittka    |
| 5     | ROM  | Adrian Croitoru  |
| 5     | JPN  | Hidehiko Yoshida |
| 7     | CAN  | Nicolas Gill     |
| 7     | RUS  | Oleg Malzew      |
|       |      |                  |
| 21    | AUT  | Sergei Klischin  |

Datum: 22. Juli 1996 

33 Teilnehmer aus 33 Ländern

### Halbschwergewicht (bis 95 kg)
| Platz | Land | Sportler          |
| ----- | ---- | ----------------- |
| 1     | POL  | Paweł Nastula     |
| 2     | KOR  | Kim Min-soo       |
| 3     | BRA  | Aurélio Miguel    |
| 3     | FRA  | Stéphane Traineau |
| 5     | HUN  | Antal Kovács      |
| 5     | NED  | Ben Sonnemans     |
| 7     | ARG  | Alejandro Bender  |
| 7     | JPN  | Yoshio Nakamura   |
|       |      |                   |
| 21    | GER  | Detlef Knorrek    |

Datum: 21. Juli 1996 

32 Teilnehmer aus 32 Ländern

### Schwergewicht (über 95 kg)
| Platz | Land | Sportler            |
| ----- | ---- | ------------------- |
| 1     | FRA  | David Douillet      |
| 2     | ESP  | Ernesto Pérez       |
| 3     | BEL  | Harry Van Barneveld |
| 3     | GER  | Frank Möller        |
| 5     | CHN  | Liu Shenggang       |
| 5     | JPN  | Naoya Ogawa         |
| 7     | RUS  | Sergei Kossorotow   |
| 7     | GRE  | Charis Papaioannou  |
| 9     | AUT  | Eric Krieger        |
|       |      |                     |
| 13    | LUX  | Igor Muller         |

Datum: 20. Juli 1996 

32 Teilnehmer aus 32 Ländern

## Ergebnisse Frauen

### Superleichtgewicht (bis 48 kg)
| Platz | Land | Sportlerin            |
| ----- | ---- | --------------------- |
| 1     | PRK  | Kye Sun-hui           |
| 2     | JPN  | Ryōko Tamura          |
| 3     | CUB  | Amarilis Savón        |
| 3     | ESP  | Yolanda Soler         |
| 5     | FRA  | Sarah Nichilo-Rosso   |
| 5     | ALG  | Salima Souakri        |
| 7     | BLR  | Tazzjana Maskwina     |
| 7     | POL  | Małgorzata Roszkowska |
|       |      |                       |
| 15    | GER  | Jana Perlberg         |

Datum: 26. Juli 1996 

23 Teilnehmerinnen aus 23 Ländern

### Halbleichtgewicht (bis 52 kg)
| Platz | Land | Sportlerin           |
| ----- | ---- | -------------------- |
| 1     | FRA  | Marie-Claire Restoux |
| 2     | KOR  | Hyun Sook-hee        |
| 3     | JPN  | Noriko Narazaki      |
| 3     | CUB  | Legna Verdecia       |
| 5     | ESP  | Almudena Muñoz       |
| 5     | POL  | Ewa Larysa Krause    |
| 7     | ARG  | Carolina Mariani     |
| 7     | USA  | Marisa Pedulla       |
| 9     | GER  | Alexa von Schwichow  |
|       |      |                      |
| 18    | SUI  | Isabelle Schmutz     |

Datum: 25. Juli 1996 

21 Teilnehmerinnen aus 21 Ländern

### Leichtgewicht (bis 56 kg)
| Platz | Land | Sportlerin         |
| ----- | ---- | ------------------ |
| 1     | CUB  | Driulis González   |
| 2     | KOR  | Jung Sun-yong      |
| 3     | ESP  | Isabel Fernández   |
| 3     | BEL  | Marisabel Lomba    |
| 5     | GBR  | Nicola Fairbrother |
| 5     | CHN  | Liu Chuang         |
| 7     | RUS  | Sulfija Garipowa   |
| 7     | AZE  | Zülfiyyə Hüseynova |

Datum: 24. Juli 1996 

22 Teilnehmerinnen aus 22 Ländern

### Halbmittelgewicht (bis 61 kg)
| Platz | Land | Sportlerin        |
| ----- | ---- | ----------------- |
| 1     | JPN  | Yūko Emoto        |
| 2     | BEL  | Gella Vandecaveye |
| 3     | NED  | Jennifer Gal      |
| 3     | KOR  | Jung Sung-sook    |
| 5     | ISR  | Yael Arad         |
| 5     | TUR  | İlknur Kobaş      |
| 7     | ESP  | Sara Álvarez      |
| 7     | VEN  | Xiomara Griffith  |
| 9     | GER  | Susann Singer     |
|       |      |                   |
| 20    | LIE  | Birgit Blum       |

Datum: 23. Juli 1996 

24 Teilnehmerinnen aus 24 Ländern

### Mittelgewicht (bis 66 kg)
| Platz | Land | Sportlerin        |
| ----- | ---- | ----------------- |
| 1     | KOR  | Cho Min-sun       |
| 2     | POL  | Aneta Szczepańska |
| 3     | CHN  | Wang Xianbo       |
| 3     | NED  | Claudia Zwiers    |
| 5     | FRA  | Alice Dubois      |
| 5     | CUB  | Odalis Revé       |
| 7     | USA  | Liliko Ogasawara  |
| 7     | GBR  | Rowena Sweatman   |
| 9     | AUT  | Mariela Spacek    |
|       |      |                   |
| 14    | GER  | Anja von Rekowski |

Datum: 22. Juli 1996 

20 Teilnehmerinnen aus 20 Ländern

### Halbschwergewicht (bis 72 kg)
| Platz | Land | Sportlerin        |
| ----- | ---- | ----------------- |
| 1     | BEL  | Ulla Werbrouck    |
| 2     | JPN  | Yōko Tanabe       |
| 3     | CUB  | Diadenis Luna     |
| 3     | ITA  | Ylenia Scapin     |
| 5     | UKR  | Tetjana Beljajewa |
| 5     | FRA  | Estha Essombe     |
| 7     | GER  | Hannah Ertel      |
| 7     | RUS  | Swetlana Galante  |

Datum: 21. Juli 1996 

21 Teilnehmerinnen aus 21 Ländern

### Schwergewicht (über 72 kg)
| Platz | Land | Sportlerin          |
| ----- | ---- | ------------------- |
| 1     | CHN  | Sun Fuming          |
| 2     | CUB  | Estela Rodríguez    |
| 3     | FRA  | Christine Cicot     |
| 3     | GER  | Johanna Hagn        |
| 5     | RUS  | Swetlana Gundarenko |
| 5     | POL  | Beata Maksymow      |
| 7     | BRA  | Edinanci Silva      |
| 7     | KOR  | Son Hyeon-mi        |

Datum: 20. Juli 1996 

20 Teilnehmerinnen aus 20 Ländern